# Szolef
Szolef (hebr. שולף) – izraelski prototyp haubicy samobieżnej kalibru 155 mm na podwoziu czołgu Merkawa Mk 1. Była to odpowiedź na rozpoczęte w latach 70. XX wieku prace rozwojowe nad haubicą samobieżną krajowej produkcji. Prace trwały w latach 1984-1986, a w ich trakcie zbudowano 2 prototypy. Pomimo zaawansowanych prac nad konstrukcją, Siły Obronne Izraela zdecydowały się na dalsze użytkowanie zmodernizowanych wersji amerykańskiej haubicy samobieżnej M109.

## Historia
Wojna Jom Kipur w 1973 roku oraz wojna w Libanie sprawiły, że dowództwo armii izraelskiej skupiło się na rozwoju artylerii samobieżnej. Oba konflikty uświadomiły wojskowym rolę i istotę artylerii o średnim lub dużym zasięgu, która może szybko zmieniać swoją lokację i razić cele różnego typu. Ponadto armia dostrzegła niedobory tego typu broni w jednostkach wojskowych oraz nieefektywne wykorzystanie posiadanych już haubic. Początkowo prace koncepcyjne miały oprzeć się na podwoziu czołgu Szot. Firma Soltam Systems powiększyła wieżę czołgu oraz opracowała haubicę do niej. Jednocześnie podjęto badania nad amunicją dalekiego zasięgu. W związku z tym, że w 1978 roku Siły Obronne Izraela otrzymały pierwsze egzemplarze czołgu Merkawa Mk 1, to postanowiono zaadaptować nowe podwozie do stworzenia krajowej konstrukcji haubicy samobieżnej, która byłaby alternatywą dla amerykańskich M109 i M110. Pracom nadano priorytetowe znaczenie, a armia poprosiła o zamontowanie w nowym pojeździe najnowszych technologii jakie były wówczas na wyposażeniu Cahalu. W ramach projektu wybudowano dwa prototypy, w 1984 i 1986 roku. Mimo zaawansowania prac armia ostatecznie zdecydowała się zakończyć badania nad Szolefem. Postanowiono pozostać przy amerykańskich haubicach samobieżnych i poddawać je dalszym modernizacjom. W latach 90. XX wieku firma Soltam poinformowała, że zaprzestanie dalszych prac i działań promocyjnych na rzecz projektu Szolefa.

## Opis konstrukcji

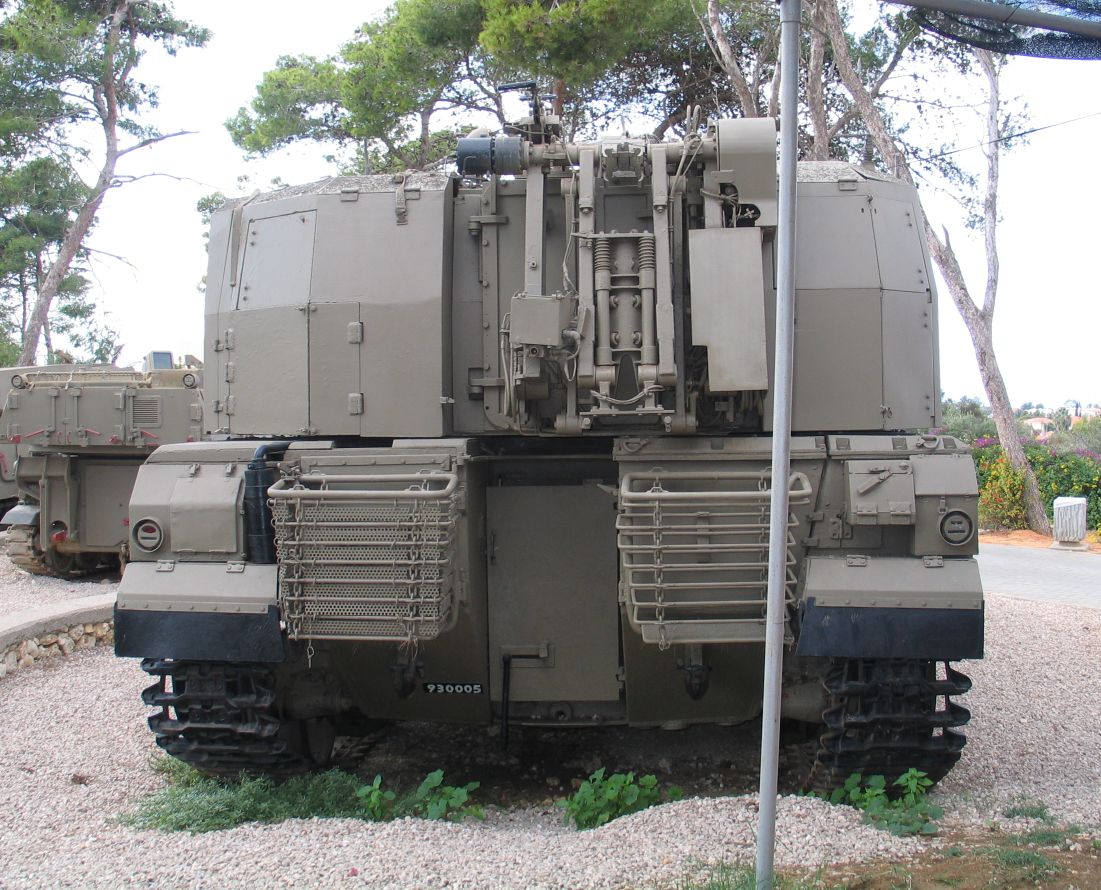
Tył Szolefa z włazem dla obsługi

Pomimo niezbędnych modyfikacji pod większą wieżę i haubicę, to podwozie nie zostało bardzo zmienione, również pod względem opancerzenia. Dodano wspornik haubicy, który miał podtrzymywać haubicę podczas przemieszczania się. Powiększono również wylot spalin. Wieża Szolefa chroni od ostrzału z broni lekkiej, ciężkich karabinów maszynowych i przed odłamkami. Posiada także hydrauliczny system obrotu z możliwością manualnego obrotu. Pojazd został również wyposażony w systemy ochrony załogi przed skutkami działania broni masowego rażenia. Szolef posiada miejsce na składowanie pocisków w liczbie 60 sztuk. Dodatkowe 15 sztuk można składować w innych miejscach we wnętrzu. We wnętrzu jest miejsce dla 4 osób stanowiących załogę i Szolefa. Obsłudze zapewniono dostęp do klimatyzacji i systemu ogrzewania.
Uzbrojenie Szolefa stanowiła haubica firmy Soltam Systems 155 mm/52 z przedmuchiwaczemi i podwójnym hamulcem wylotowym. Działo było wyposażone w system stabilizacji i system kierowania ogniem, które umożliwiały prowadzenie ognia podczas ruchu. W konstrukcji zastosowano automatyczny system ładowania pocisków, ale na wypadek awarii załoga mogła manualnie załadować działo. Szolef wyposażony był w systemy naprowadzania, obliczania i GPS, które pozwalały na oddanie pierwszego strzału w 15 sekund od zatrzymania się. W ciągu minuty haubica mogła wystrzelić 9 pocisków i mogła razić cele oddalone o ponad 40 km. Firma Soltam Systems poinformowała, że jej działo, wraz ze wszystkimi systemami, może być wykorzystane również w innych haubicach samobieżnych będących na wyposażeniu armii izraelskiej.
| wysokość | szerokość | długość | masa   | pokonywanie rowów | pokonywanie przeszkód pionowych | silnik                                                       | prędkość | zasięg ruchu |
| -------- | --------- | ------- | ------ | ----------------- | ------------------------------- | ------------------------------------------------------------ | -------- | ------------ |
| 3,49 m   | 3,72 m    | 13,5 m  | 45 ton | 2,8 m             | 0,8 m                           | silnik wysokoprężny Continental AVDS 9AR 1790 o mocy 1200 KM | 60 km/h  | 500 km       |

| broń maszynowa                                                                 | armata                                | zasięg strzału | szybkostrzelność | kąt ostrzału poziomego | kąt ostrzału pionowego |
| ------------------------------------------------------------------------------ | ------------------------------------- | -------------- | ---------------- | ---------------------- | ---------------------- |
| 1x karabin maszynowy p-lot. kal. 7,62 mm lub 1x karabin maszynowy kal. 12,7 mm | haubica Soltan Systems kal. 155 mm/52 | ponad 40 km    | 9 strz./min      | 360°                   | od -5° do +70°         |